# Antonio Torrero Luque
Antonio Dionisio Torrero Luque (Villafranca de Córdoba, provincia de Córdoba, España, 9 de octubre de 1888 - Ronda, provincia de Málaga, España, 24 de julio de 1936) fue un beato y mártir salesiano, hijo del también beato Baltasar Torrero Béjar y Ana Jesús Luque Alcaide.

## Biografía
Se formó en las casas salesianas de Córdoba, Sevilla (Santísma Trinidad), Carabanchel Alto (Madrid) y Utrera, donde profesó, como Salesiano, el 8 de diciembre de 1907.
El 20 de septiembre de 1913 recibió la ordenación sacerdotal en Jerez de la Frontera. Ejerció su ministerio en las provincias de Sevilla (Ecija, Alcalá de Guadaíra, Utrera), Cádiz (San José del Valle, Cádiz) y Málaga (Ronda).
Fue director de la casas salesianas de Alcalá de Guadaíra (1927-1934) y de Ronda-Colegio "el Castillo" (1934-1936).
El 24 de julio de 1936, en el lugar conocido como "el corral de los potros", cercano a la ciudad de Ronda, fue asesinado. Sus últimas palabras fueron “¡Perdónalos, Señor, porque no saben lo que hacen!”.

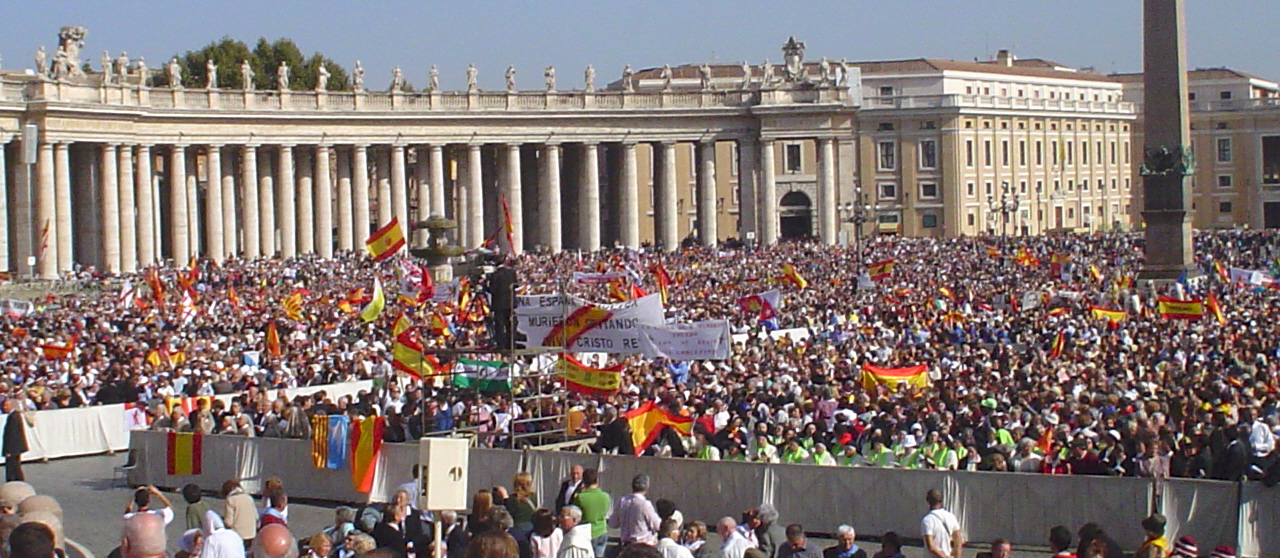
Plaza de San Pedro en Roma, el día de la ceremonia de beatificación.

Desde 1956 encabezó el expediente eclasiástico del proceso ordinario para la causa de los siervos de Dios de Andalucía; que bajo el lema "Antonio Torrero Luque y 20 compañeros", fue iniciado por la Inspectoría Salesiana de Sevilla. Sin embargo, en 1985 se unificaron las causas de las Inspectorías de Sevilla y Madrid con el lema "Enrique Saiz Aparicio y 62 compañeros".
Antonio Dionisio Torrero Luque fue declarado mártir el 26 de junio de 2006, y finalmente beatificado en Roma el 28 de octubre de 2007, por el Papa Benedicto XVI.